# Aeropuerto de Kerry
El Aeropuerto de Kerry (en inglés: Kerry Airport; en irlandés: Aerphort Chiarraí) (código IATA: KIR - código ICAO: EIKY), está situado en el condado de Kerry, a 15 minutos de Killarney y a 20 de Tralee. Por carretera, se encuentra a una hora de las ciudades de Cork y Limerick. Hoy en día las dos únicas líneas operarias son Ryanair y Chalair Aviation.

## Beneficios
- Bajo nivel de utilización.
- Una sola terminal.
- 30 minutos de estacionamiento gratuitos.

## Aerolíneas y destinos
| Ciudades por países | Nombre del aeropuerto          | Aerolíneas                              | Aeronaves  | Frecuencias semanales |        |
| Europa              | Europa                         | Europa                                  | Europa     | Europa                | Europa |
| ------------------- | ------------------------------ | --------------------------------------- | ---------- | --------------------- | ------ |
| Alemania            |                                |                                         |            |                       |        |
| Hahn                | Aeropuerto de Frankfurt-Hahn   | Ryanair                                 | B737       | 2                     |        |
| España              |                                |                                         |            |                       |        |
| Alicante            | Aeropuerto de Alicante         | Ryanair (Estacional)                    | B737       |                       |        |
| Francia             |                                |                                         |            |                       |        |
| Brest               | Aeropuerto de Brest            | Chalair Aviation (Estacional)           | ATR 72-500 |                       |        |
| Caen                | Aeropuerto de Caen-Carpiquet   | Chalair Aviation (Estacional)           | ATR 72-500 |                       |        |
| Pau                 | Aeropuerto de Pau              | Chalair Aviation (via BES) (Estacional) | ATR 72-500 |                       |        |
| Irlanda             |                                |                                         |            |                       |        |
| Dublín              | Aeropuerto de Dublín           | Ryanair                                 | B737       |                       |        |
| Portugal            |                                |                                         |            |                       |        |
| Faro                | Aeropuerto de Faro             | Ryanair (Estacional)                    | B737       |                       |        |
| Reino Unido         |                                |                                         |            |                       |        |
| Londres             | Aeropuerto de Londres-Luton    | Ryanair                                 | B737       | 7                     |        |
| Londres             | Aeropuerto de Londres-Stansted | Ryanair                                 | B737       | 5                     |        |
| Mánchester          | Aeropuerto de Mánchester       | Ryanair                                 | B737       |                       |        |

## Estadísticas
Ver fuente y consulta Wikidata.
| Puesto                            | Aeropuerto       | Pasajeros | Variación % |
| --------------------------------- | ---------------- | --------- | ----------- |
| 1                                 | Londres–Luton    | 100.211   | 00,3        |
| 2                                 | Dublín           | 87.081    | 02,7        |
| 3                                 | Londres–Stansted | 68.860    | 02,7        |
| 4                                 | Hahn             | 32.599    | 02,0        |
| 5                                 | Mánchester       | 23.969    | 02,9        |
| Fuente: Central Statistics Office |                  |           |             |